# Заполье (Передольское сельское поселение)
Заполье — деревня в Батецком районе Новгородской области, входит в состав Передольского сельского поселения. 

## География
Расположена на левом берегу реки Луга, на автодороге Луга—Новое Овсино—Мойка между деревнями Подгорье (1,5 км к западу) и административным центром сельского поселения — деревней Новое Овсино (2 км к востоку). 

## Достопримечательности
К западу от деревни расположен известный сакрально-погребальный древнеславянский памятник Шум-гора.